# Selago burchellii
Selago burchellii är en flenörtsväxtart som beskrevs av Robert Allen Rolfe. Selago burchellii ingår i släktet Selago och familjen flenörtsväxter. Inga underarter finns listade i Catalogue of Life.